# قوس حاجبية
القوس الحاجبية (بالإنجليزية: Superciliary arches)‏ جزء من صدفة العظم الجبهي، تبارز بمنطقة الحاجب ,تقع فوق الحافة فوق الحجاج، وتقع الحديبة الجبهية فوقه (بحيث يصبح الترتيب: الحافة فوق الحجاج فوقها القوس الحاجبية فوقها الحديبة الجبهية).
يوجد بين القوسين الحاجبيان منطقة قليلة البروز تسمى المقطب.